# Lískovec (Koryčany)
Lískovec je vesnice, od 15. srpna 1976 část města Koryčany v okrese Kroměříž. Nachází se asi 2 km na sever od Koryčan. Prochází zde silnice II/432. Je zde evidováno 175 adres. Trvale zde žije 325 obyvatel.
Lískovec je také název katastrálního území o rozloze 10,07 km2.

## Dějiny
V roce 1869 byl Liskovec obcí v okrese Kyjov. V roce 1880 byl uváděn jako Leskovec. Do roku 1961 zůstal v okrese Kyjov, poté v okrese Kroměříž. V roce 1976 byl připojen ke Koryčanům.
V  roce  1656  po  30leté  válce  bylo  v Lískovci   13 domů pustých a 11  domů osedlých. Velikost obce činila 4 lány. Polí bylo 14 mír nově vzdělaných II. třídy, 612 mír starých pustých II. třídy.

## Obyvatelstvo

### Struktura
Vývoj počtu obyvatel za celou obec i za jeho jednotlivé části uvádí tabulka níže, ve které se zobrazuje i příslušnost jednotlivých částí k obci či následné odtržení.
V části obce Lískovec má sídlo 10 firem. V minulosti sídlilo v části obce dalších 7 firem, 3 firmy byly z obchodního rejstříku vymazány.
| Místní části   | Místní části  | 1869 | 1880 | 1890 | 1900 | 1910 | 1921 | 1930 | 1950 | 1961 | 1970 | 1980 | 1991 | 2001 | 2011 |
| -------------- | ------------- | ---- | ---- | ---- | ---- | ---- | ---- | ---- | ---- | ---- | ---- | ---- | ---- | ---- | ---- |
| Počet obyvatel | část Lískovec | 422  | 458  | 475  | 514  | 514  | 476  | 512  | 408  | 428  | 392  | 323  | 334  | 325  | 302  |
| Počet domů     | část Lískovec | 67   | 82   | 87   | 91   | 100  | 101  | 112  | 125  | 122  | 122  | 113  | 128  | 143  | 147  |

## Pamětihodnosti
- Kříž při silnici do Koryčan
- Zvonice
- Pomník